# Cyaniris c-nigrum
Cyaniris c-nigrum är en fjärilsart som beskrevs av Tutt 1909. Cyaniris c-nigrum ingår i släktet Cyaniris och familjen juvelvingar. Inga underarter finns listade i Catalogue of Life.